# 黑特林根 (蘇黎世州)
黑特林根（德語：Hettlingen）是瑞士联邦苏黎世州温特图尔区的市镇。该市镇面积为5.87平方千米，海拔高度433米，2018年12月31日人口数为3,147。

## 外部連結
- 黑特林根官方网站（页面存档备份，存于） （德文）